# Peripatoides indigo
Peripatoides indigo är en klomaskart som beskrevs av Hilke Ruhberg 1985. Peripatoides indigo ingår i släktet Peripatoides och familjen Peripatopsidae. IUCN kategoriserar arten globalt som sårbar. Inga underarter finns listade i Catalogue of Life.